# Matala-Tiikas
Matala-Tiikas är en ö i Finland. Den ligger i sjön Haukivesi och i kommunen Rantasalmi i den ekonomiska regionen  Nyslotts ekonomiska region  och landskapet Södra Savolax, i den sydöstra delen av landet, 280 km nordost om huvudstaden Helsingfors. Öns area är 6,2 hektar och dess största längd är 0,6 kilometer i sydöst-nordvästlig riktning.